# Omori
Omori (estilizado como OMORI) é um jogo eletrônico de RPG de 2020 desenvolvido pelo estúdio indie Omocat. Baseado na série de webcomics do diretor, Omori (ひきこもり, hikikomori), há destaque para conceitos como ansiedade e depressão e elementos de terror psicológico. Na história, o jogador controla um garoto chamado Sunny e seu alter ego do mundo dos sonhos Omori. Eles exploram o mundo real e o mundo surreal dos sonhos para superar seus medos e segredos. Como eles interagem depende das escolhas feitas pelo jogador, resultando em um dos vários finais. O sistema de batalha baseado em turnos do jogo inclui efeitos de status não convencionais baseados nas emoções dos personagens.
Depois de uma campanha bem-sucedida no Kickstarter em 2014, o jogo foi adiado diversas vezes; com um lançamento inicialmente planejado para o ano seguinte, foi lançado para Microsoft Windows e macOS apenas em dezembro de 2020, e os desenvolvedores também anunciaram planos para uma tradução japonesa, bem como portes para Nintendo Switch, PlayStation 4, e Xbox One. Omori foi aclamado pelos críticos, que o elogiaram por seus gráficos, elementos narrativos, trilha sonora e representação da ansiedade e depressão, comparando-o favoravelmente com EarthBound e Yume Nikki. O jogo foi indicado a vários prêmios, vencendo na categoria "Daringly Dramatic" da DreamHack em 2021.

## Jogabilidade

Omori utiliza um sistema do tipo pedra, papel e tesoura durante as batalhas em que certas emoções são fortes ou fracas umas contra as outras.

A jogabilidade de Omori é inspirada em jogos de RPG japoneses tradicionais. O jogador controla um grupo de quatro personagens: Omori, Aubrey, Kel e Hero, cada um com suas próprias habilidades em batalha e no overworld. Ao explorar o overworld, o jogo é apresentado de uma perspectiva de cima para baixo. Possui missões secundárias e quebra-cabeças para o jogador resolver, o que lhe permite ganhar recompensas e habilidades. Armas e itens que beneficiam o grupo podem ser obtidos ao longo do jogo, inclusive comprando-os usando a moeda do jogo, Clams. Fora da batalha, o grupo pode se curar e salvar  o progresso ao encontrar um cobertor de piquenique associado à irmã mais velha de Omori, Mari.
As batalhas são jogadas em um formato baseado em turnos, onde cada membro do grupo executa um movimento. Depois de atacar, os membros do grupo podem trabalhar juntos para realizar ataques de "acompanhamento". Personagens e inimigos têm coração, que funciona como pontos de vida; se sofrer dano, ele diminui, e se chegar a zero, o personagem é derrotado e se transforma em torrada. O medidor de suco é usado para executar habilidades especiais que ajudam na batalha. Ao contrário da maioria dos jogos de RPG, efeitos de status são baseados em um sistema de emoção de três pontos. A emoção de um membro do grupo ou oponente pode mudar ao longo de uma batalha, geralmente devido a movimentos de outro membro do grupo ou inimigo. Neutral (neutro) é a linha de base e não tem efeitos, Angry (bravo) aumenta o ataque, mas diminui a defesa, Sad (triste) aumenta a defesa, mas diminui a velocidade e Happy (feliz) aumenta a velocidade, mas diminui a precisão. As emoções são fortes ou fracas uma contra a outra – feliz vence o bravo, bravo vence o triste e triste vence o feliz. Além disso, também existem variantes de maior intensidade de cada emoção.

## Enredo
O personagem principal e titular, Omori, desperta no "Espaço Branco", um pequeno quarto branco em que ele viveu "desde que [ele] consegue se lembrar". Ele abre uma porta e entra no mundo vibrante de "Headspace", onde conhece sua irmã mais velha Mari e seus amigos Aubrey, Kel, Hero e Basil. Eles examinam as memórias compartilhadas no álbum de fotos de Basil e decidem ir para a casa dele, embora Mari decida ficar para trás. Ao longo do caminho, o álbum é danificado quando Kel e Aubrey brigam. Ao ver uma foto desconhecida cair dela, Basil entra em pânico, e Omori de repente é teletransportado de volta para o Espaço Branco sozinho. Ele se esfaqueia com sua faca, revelando que os eventos anteriores são os sonhos de um adolescente, Sunny.
Acordando na cama, Sunny descobre que vai se mudar em três dias e desce para um lanche à meia-noite. Confrontado por uma alucinação de pesadelo que simboliza seu medo, ele o dissipa acalmando-se e volta para a cama com sua faca. Despertando mais uma vez no Espaço Branco, Omori se reúne com Aubrey, Kel e Hero, e os quatro descobrem que Basil desapareceu. Decidindo resgatá-lo, eles viajam para várias partes do Headspace para procurá-lo, com Mari ajudando no caminho. O grupo gradualmente se distrai com várias situações que encontram, e suas memórias de Basil e seu objetivo de resgatá-lo desaparecem lentamente.
Enquanto isso, no mundo desperto, Mari havia cometido suicídio há quatro anos, o que levou o grupo de amigos a divergir. Embora Kel e Hero tenham conseguido se recuperar um pouco emocionalmente, Sunny se tornou um recluso distante, Aubrey saiu depois de se sentir traído pela aparente indiferença do grupo pela morte de Mari, e Basil tornou-se neurótico e paranóico. Kel bate na porta de Sunny em uma tentativa de reconectar uma última vez. O jogador pode ignorar Kel ou atender a porta; escolher de forma diferente pode desencadear rotas diferentes. Se escolherem a primeira opção, Sunny fica dentro de casa pelos três dias restantes, fazendo tarefas e focando em seus sonhos em vez de se reconciliar.
Se a última opção for escolhida, Sunny e Kel descobrem Aubrey atacando Basil. Eles descobrem que ela roubou o álbum de fotos da vida real de Basil, ostensivamente para impedi-lo de vandalizá-lo. Depois de lutar com Aubrey novamente e recuperar o álbum, eles o devolvem a Basil com algumas fotos faltando, mas ele deixa Sunny mantê-lo. Enquanto jantam juntos, Basil fica subitamente mortificado ao saber da partida iminente de Sunny, revelando que ele tem alucinações semelhantes. Em outra luta no dia seguinte, Aubrey acidentalmente empurra Basil em um lago. Sunny tenta resgatá-lo, e ambos são salvos do afogamento pela chegada de Hero. No mundo dos sonhos, Omori e seus amigos retornam à casa agora em ruínas de Basil, e ele é transportado para o mais perturbador "Espaço Negro". Basil aparece muitas vezes dentro dele, repetidamente tentando falar com ele sobre algo antes de morrer horrivelmente. Na sala final, Omori mata Basil, colocando-se no topo de um trono de enormes mãos vermelhas.
No último dia antes da partida de Sunny, os outros se reconciliam com Aubrey e encontram as fotos desaparecidas. Chegando a um acordo com a morte de Mari, eles decidem passar sua última noite juntos na casa de Basil, mesmo que ele se recuse a sair de seu quarto. Naquela noite, Sunny confronta a verdade em seus sonhos: durante uma discussão, ele matou Mari acidentalmente empurrando-a escada abaixo. Em negação de que Sunny fez isso, Basil ajudou a enquadrar a morte de Mari como suicídio, enforcando seu cadáver. Depois, eles olharam para trás e viram um olho aberto olhando para eles, moldando suas alucinações subsequentes. Enquanto Basil era consumido pela culpa e auto-aversão, a depressão suicida de Sunny o fez criar o Headspace e sua persona dos sonhos Omori para mascarar seu trauma. Para esconder a verdade, Omori reiniciava o Headspace toda vez que suas memórias escapavam do Espaço Negro. Sunny acorda no meio da noite; o jogador pode optar por entrar no quarto de Basil para confrontá-lo sobre a morte de Mari ou voltar a dormir.

### Finais
Se o jogador responder a Kel e então confrontar Basil no último dia, Sunny e um mentalmente instável Basil atacam e lutam entre si, onde no meio da luta Sunny é esfaqueado no olho por Basil usando sua tesoura de jardim e ambos desmaiam. Enquanto inconsciente, Sunny relembra suas memórias com Mari e seus amigos e enfrenta Omori. Recusando-se a morrer, Omori o derrota e o jogador encontra uma tela de game over.
- Caso o jogador opte por tentar novamente, Sunny se levanta e toca o dueto com Mari que estava planejado para o recital. Omori o abraça e desaparece. No mundo real, Sunny acorda no hospital para o qual ele e Basil foram enviados e se dirige para a cama deste último. Enquanto cercado por seus amigos, fica implícito que Sunny conta a verdade sobre a morte de Mari. Além disso, se o jogador regar o jardim de Basil diariamente no Headspace, uma cena pós-créditos mostrará Basil acordando no hospital. Ele e Sunny sorriem um para o outro, e as alucinações desaparecem dos dois meninos.[9]
- Se o jogador optar por não continuar, Sunny desaparece em vez de Omori. Acordando no hospital, ele comete suicídio pulando da varanda.[9]

Alternativamente, se o jogador ignorar Basil no último dia, Sunny e seus amigos acordarão para descobrir que Basil cometeu suicídio. Dependendo da escolha do jogador, Sunny pode se matar com sua faca ou se afastar com sua culpa ainda inabalável enquanto as sirenes soam à distância. Se o jogador inicialmente optar por permanecer dentro e evitar Kel, apenas uma variante desse final estará disponível.

## Desenvolvimento e lançamento
Omori foi desenvolvido ao longo de seis anos e meio, dirigido pelo artista Omocat. É baseado em Omori (ひきこもり, hikikomori), um webcomic do Tumblr que ele criou para "ajudar [os seguidores] a lidar com [seus] problemas durante uma parte confusa de [sua] vida". Inicialmente planejado como um graphic novel, eles mudaram seu meio para um jogo eletrônico para permitir que o público fizesse escolhas na história. Para o mecanismo do jogo, eles escolheram o RPG Maker, pois consideraram importante oferecer suporte a uma plataforma e comunidade acessíveis.
Uma campanha de crowdfunding foi criada no Kickstarter em 2014 e foi financiada com sucesso em um dia, com uma data de lançamento inicial projetada para maio de 2015. Um porte para Nintendo 3DS foi prometido como uma meta estendida, mas no final das contas nunca se concretizou devido à descontinuação do console; em vez disso, anunciaram um porte para Nintendo Switch. Para ajudar na criação do jogo, Omocat contratou vários membros adicionais da equipe, incluindo um especialista em RPG Maker, mas ainda tinha o objetivo de manter o tamanho da equipe pequeno. Inicialmente, eles recrutaram seus amigos músicos Space Boyfriend e Slime Girls para ajudar na trilha sonora; depois de serem inspirados por "My Time" de Bo En e terem a ideia de faixas de música escondidas, eles o contataram também.
À medida que o desenvolvimento continuava, a equipe teve que mudar sua versão do RPG Maker, usando essa oportunidade para refinar o estilo visual, a história e a jogabilidade do jogo. Depois que o dinheiro do crowdfunding se esgotou, eles se apoiaram em vendas de mercadorias para continuar o desenvolvimento. O jogo seria adiado para 2019 e início de 2020, mas novamente perderia as duas metas. No final de 2020, Omori recebeu sua data de lançamento final em 25 de dezembro. Foi lançado inicialmente para Microsoft Windows e macOS, na Steam. Inicialmente disponível apenas em inglês, a localização em japonês foi lançada em 16 de dezembro de 2021. Depois disso, suporte para chinês simplificado e coreano foi adicionado em 18 de março de 2022.
Versões para Nintendo Switch, PlayStation 4 e Xbox One de Omori foram anunciadas pela primeira vez durante a apresentação do Playism na Tokyo Game Show 2019 em 11 de setembro. Durante uma apresentação do Indie World em dezembro de 2021, foi anunciado que a versão de Switch seria lançada no segundo trimestre de 2022. Portes para Nintendo Switch e Xbox One/Series X/S e um novo porte para Windows 10 foram lançados digitalmente em 17 de junho de 2022, com o porte de PlayStation 4 sendo lançado em 24 de junho de 2022. Essas versões foram desenvolvidas pela MP2 Games e apresentam conteúdo adicional não encontrado na versão original para Steam. A edição física publicada pela Fangamer para Nintendo Switch e PlayStation 4 foi inicialmente planejada para ser lançada na mesma data, mas não foi lançada até o início de julho.

## Recepção
Omori recebeu críticas geralmente favoráveis, com a versão para PC obtendo uma pontuação agregada de 87/100 no Metacritic. O crítico da PC Gamer Rachel Watts elogiou tanto o combate quanto a jogabilidade, dizendo que o jogo tinha "todos os ingredientes para ser um clássico cult moderno". Patrick Hancock da Destructoid afirmou que não "conhecia o último jogo que realmente me atingiu tão emocionalmente quanto [Omori]", mas criticou muitos elementos de jogabilidade, afirmando que eles poderiam arruinar a experiência de alguns jogadores. Várias publicações avaliaram positivamente a representação de ansiedade e depressão do jogo, com a crítica da Rock Paper Shotgun Kat Bailey comparando-a com suas experiências da vida real. De acordo com ela, o jogo conseguiu pegar temas muito usados em relação ao assunto e criar uma "escuridão memorável". Watts (PC Gamer) afirmou que o jogo "captura esse sentimento [de superar a ansiedade] com maestria", mas criticou algumas partes do jogo por serem muito sombrias.
A maioria dos críticos elogiou a escrita e o tom do jogo, comparando-o a jogos como EarthBound, Undertale, e Yume Nikki. Escrevendo para a revista Wired, Julie Fukunaga elogiou a profundidade e os temas psicológicos da narrativa, afirmando que "é nesse meio que Omori prospera". Hancock (Destructoid) elogiou a "justaposição" de temas sérios e desconcertantes com momentos caprichosos, afirmando que às vezes pensava nas piadas do jogo "semanalmente". A opinião dos revisores sobre o combate do jogo variou. Hancock criticou a falta de profundidade estratégica, afirmando que "encontrou uma estratégia que funcionou e basicamente a repetiu ad nauseam", e alegando que o combate era "dificilmente necessário". Ao contrário, Bailey (Rock Paper Shotgun) elogiou o combate "bem executado" do jogo e os chefes "difíceis", afirmando que eles ajudaram a quebrar algumas das masmorras. Watts (PC Gamer) elogiou a forma como as habilidades do jogo fizeram o grupo se sentir como uma unidade coesa.
A direção de arte também foi avaliada positivamente. Watts (PC Gamer) elogiou a direção de arte dos monstros, afirmando que a mistura de diferentes estilos de arte "realmente aumenta o terror". Os "cortes no estilo anime" foram elogiados por Bailey (Rock Paper Shotgun), que os chamou de "surpreendentemente bem animados". Apesar de suas críticas às batalhas do jogo, Hancock (Destructoid) afirmou que muitas vezes as antecipava devido ao estilo artístico, chamando-as de "nada menos do que fenomenal".

### Prêmios
Omori recebeu duas menções honrosas no Independent Games Festival de 2021. No mesmo ano, também foi indicado para três categorias nos prêmios "Dreamies" da DreamHack, ganhando o prêmio "Dingly Dramatic" ("sombriamente dramático").